# غلين تومسون
غلين تومسون (19 نوفمبر 1969 - )  (بالإنجليزية: Glenn Thompson)‏ هو لاعب كريكت بريطاني.

## وصلات خارجية
- غلين تومسون على موقع إي آس بي آن كريك إنفو (الإنجليزية)